# Denominació d'Origen Binissalem
La Denominació d'Origen Binissalem és la zona de producció de vins al centre de Mallorca, entre les comarques de Raiguer i Pla de Mallorca, protegida per la serra de Tramuntana. La Denominació d'Origen va ser creada el 1989. El 1994 es va modificar el nom a «Binissalem-Mallorca», però el 2005 es va suprimir la menció a Mallorca.

## Geografia
La comarca vitivinícola està situada al bell mig de l'illa de Mallorca. Comprèn els següents municipis ordenats de major a menor producció: Sencelles, Binissalem, Santa Maria del Camí, Consell i Santa Eugènia.
La Serra d'Alfàbia o de Tramuntana la protegeix dels freds vents septentrionals, originant un microclima benigne. El clima es pot qualificar de mediterrani suau, amb estius secs i calorosos i hiverns curts. La precipitació mitjana anual és aproximadament de 450 mm. El terreny correspon a sediments continentals quaternaris rics en calci, que donen lloc a sòls bruns o bruns-calcaris que a vegades presenten horitzons de crosta calcària. El relleu és suau. Les vinyes estan situades a una altitud que oscil·la entre 75 i 200 metres, sobre el nivell de la mar.

## Vinyes
Les varietats manto negre, moll (premsal blanc) i moscatell tenen la consideració de principals. Altres varietats autoritzades són, per les negres callet, ull de llebre, monestrell, cabernet sauvignon, sirà i merlot; per les blanques parellada, macabeu, moscatell i chardonnay.
Les pràctiques de cultiu són les tradicionals. La densitat de plantació està limitada dins un interval que va de 2.225 a 5.200 ceps/hectàrea. La formació i conducció dels ceps s'efectua mitjançant els sistemes de vas o espatllera. La poda en vas i la conducció en espatllera s'efectuen deixant un màxim de 14 ulls per planta, limitant el nombre màxim d'ulls productors a 28.000 per hectàrea. La producció màxima per hectàrea està limitada pel Reglament de la denominació d'origen Binissalem, establint-ne la producció màxima per les varietats blanques en 9.000 kg/ha, excepte per a la varietat parellada que el màxim és de 10.000 kg/ha; i per les negres en 7.500 kg/ha, excepte per a les varietats callet i cabernet sauvignon que és de 9.000 kg/ha i 6.500 kg/ha respectivament. La verema es realitza de forma que la graduació alcohòlica volumètrica natural mínima sigui del 10 per 100 del volum per a les varietats blanques i 10,5 per 100 del volum per a les varietats negres.

## Vins
L'elaboració dels vins negres es realitza a partir d'un 50%, com a mínim, de la varietat autòctona manto negre, derivada de la garnatxa. Per a l'elaboració dels vins blancs s'exigeix un mínim d'un 50% de les varietats moll o moscatell. Els vins escumosos blancs s'han d'elaborar amb un mínim del 50% de la varietat moll (o premsal blanc), mentre que els vins escumosos rosats s'elaboren a partir de vins obtinguts amb les varietats autoritzades.
Els mosts s'elaboren de forma que el rendiment no sigui superior a 70 litres de vi per cada 100 kg de verema.
Els vins regulats i emparats per la denominació d'origen són negres (novells o criats dins bótes de roure), rosats, blancs i espumosos. Els de major producció i fama són els vins negres que suposen quasi un 75% del total elaborat i d'entre ells hi destaquen els vins amb la categoria de criança.
En els vins blancs predominen les característiques del raïm de la varietat moll, la qual imprimeix característiques diferencials. Són vins amb aromes de fruites, predominant-hi la poma verda i la fruita seca, amb records d'albercoc i ametlles amargues. En boca són vins frescs, amb un perfecte equilibri entre l'àcid i el dolç, i un adequat final lleugerament amarg.
Els vins negres presenten característiques pròpies, impreses en gran manera per la varietat autòctona manto negre. Són vins de color no excessivament intens, amb aromes de fruites d'evolució ràpida cap a les confitures. Són vins ben estructurats i presenten una adequada evolució en fusta. Els vins de criança presenten una estructura fina i harmoniosa, amb suaus tanins i aromes terciaris.
La graduació alcohòlica mínima és:
- Vi blanc 10,5°
- Vi rosat 11,0°
- Vi negre 11,5°
- Vins escumosos 10,5°

## Curiositats
A la novel·la Clovis Dardentor (1895), Juli Verne descriu com els protagonistes, durant la seva estada a Palma, beuen vi de Binissalem, que Verne qualifica d'excel·lent i indica que el seu renom arriba més enllà de les Balears.